# Ніколенко Степан Федорович
Степан Федорович Ніколенко (нар. 19 квітня 1941, Олександрія) — український художник, викладач. Почесний громадянин міста.  Олександрії (з 2008 року)

## Життєпис

Олександрійська дитяча художня школа

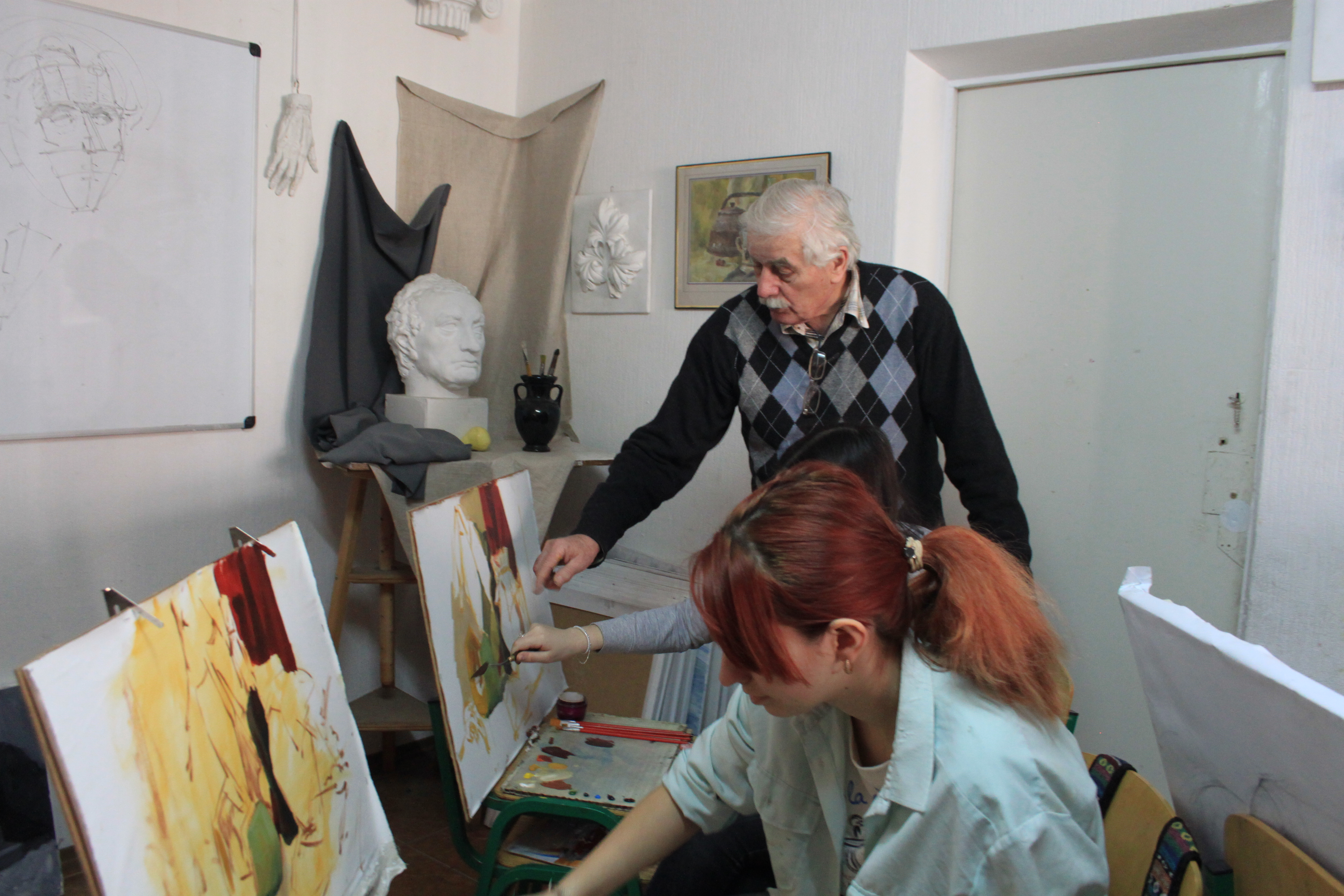
Степан Ніколенко на занятті, 10 березня 2015 року

Барельєф на фасаді Палацу культури «Світлопільський» авторства С. Ніколенка

Іконостас і розписи Свято-Покровського кафедрального собору Олександрії

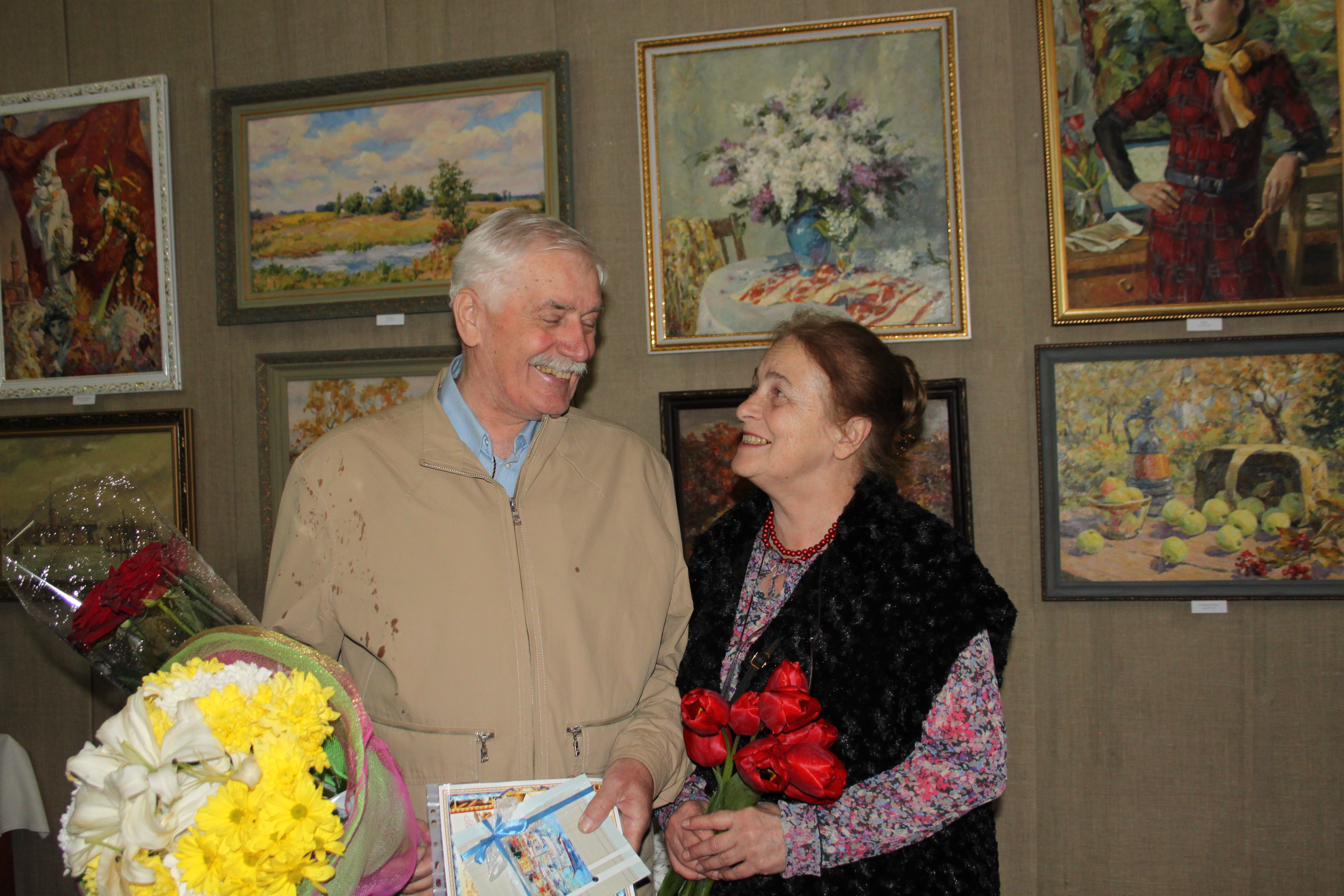
Степан Ніколенко з дружиною Тетяною у краєзнавчому музеї Олександрії, 20 квітня 2016 року

Степан Ніколенко народився 19 квітня 1941 року в місті Олександрії Кіровоградської області, Україна у селянській родині. В родині крім нього було ще три сини. Його мати, Федосія Семенівна, була дуже вправною майстринею-вишивальницею. В дитинстві він відвідував гурток малювання при міському Палаці піонерів.
З 1948 року по 1958 рік — Степан Ніколенко навчався у місцевій середній школі № 6.
З 1959 року по 1960 рік — працював слюсарем Олександрійського авторемонтного заводу.
З 1960 року по 1963 рік — служба у Радянській армії.
У період з 1963 року по 1968 рік Степан Федорович Ніколенко навчався у Краснодарському педагогічному інституті за спеціальністю: «Викладач креслення й малювання».
Після отримання диплому в 1968 році, він залишився викладати в цьому вишу на кафедрі рисунка, де працював до 1972 року.
У 1972 році Степан Ніколенко повернувся з Краснодара до Олександрії та влаштувався викладачем в Олександрійське училище культури, де працював до 1973 року.
З 1973 року по 2012 рік — Степан Федорович Ніколенко викладав в Олександрійській дитячій художній школі, яку він створив і де був її директором з першого дня її існування.
З 2012 року працює викладачем в Олександрійському училищі культури.
У 2008 році Степану Федоровичу Ніколенко було присвоєно звання «Почесний громадянин Олександрії».

### Родина
Одружений з Тетяною Сєміреченською (1946 р. н.), донькою Героїні Радянського Союзу, воєнної льотчиці Антоніни Худякової. Має двох доньок. Старша, Катерина, мешкає у Франції, виховує сина Антона. Молодша, Антоніна, мешкає в Нижньовартовську.

## Творчість
Степан Ніколенко працює в жанрах портрету, натюрморту, пейзажу. Надає перевагу реалістичній манері. Працює в різноманітних техніках: живопис, графіка, скульптура, металопластика, геральдика.
Творче кредо художника: «Треба зображати оптимізм, радість, щоб люди вірили в добро, любили людей і світ».
Степан Ніколенко є автором декоративно-монументального панно на олександрійському Палаці культури «Світлопільський». Спільно з Олександром Охапкіним він виконав живописні панно, дерев'яні та металопластикові композиції для приміщення Олександрійської дитячої бібліотеки ім. Юрія Гагаріна, написав ікони та сюжетні композиції для Свято-Покровського кафедрального собору та церкви Святих Анастасії і Федора в Олександрії, ікони та сюжетні композиції для церкви Петра і Павла в Кропивницькому.
Також Ніколенко є автором герба й прапора Олександрії.
Роботи Степана Ніколенка знаходяться в Кіровоградському обласному художньому музеї, в Олександрійському краєзнавчому музеї, у приватних колекціях України, Росії, Польщі, Німеччині, Франції, Англії, Алжиру, Венесуели, США.
19 квітня 2016 року Степан Ніколенко відзначив своє 75-річчя, а наступного дня – 20 квітня – в краєзнавчому  музеї Олександрії відкрилася його персональна виставка, де були представлені 16 з 30 нових картин художника .

### Виставки
- 1963  — Зональна (крайова) художня виставка рос. «Советский Юг», Краснодар
- 1963 — Обласна художня виставка, Кропивницький
- 1963 — Республіканська художня виставка, Олександрія
- 2001 — Персональна виставка, Олександрія
- 2001 — Персональна виставка, Кіровоградський обласний художній музей, Кропивницький
- 2006 — Персональна виставка, Олександрія
- 2006 — Персональна виставка, Кіровоградський обласний художній музей, Кропивницький
- 2009–2011 — участь в обласних благодійних художніх аукціонах за ініціативи Кіровоградського обласного художнього музею та Кіровоградської обласної бібліотеки для дітей ім. А. П. Гайдара
- З 26 грудня 2011 — Персональна виставка, Кіровоградський обласний художній музей, Кропивницький
- 2011 — Персональна виставка, Художньо-меморіальний музей О. О. Осмьоркіна, Кропивницький
- 2014 — Персональна виставка, Олександрія
- 2016 — Персональна виставка, Олександрія

## Відзнаки
- «За заслуги перед містом» (2004)
- «Олександрієць року» у номінації «Талант року» (2006)
- Почесний громадянин Олександрії[4] (2008)
- Орден преподобного Нестора Літописця ІІІ ступеня (31 липня 2008)
- Лауреат обласної премії в сфері образотворчого мистецтва та мистецтвознавства імені Олександра Осмьоркіна в номінації «Національна традиція» (2012)[5]